# Shaun Benson
Shaun Benson (Guelph, Ontario; 16 de enero de 1976) es un actor y director canadiense que actualmente interpreta a Gary Yolen en la serie Channel Zero.

## Biografía
Es hijo del novelista Eugene Benson y Renate Benson, y tiene un hermano, Ormonde Benson.
Shaun salía con la actriz Emily Coutts.

## Carrera
Trabajó en búsqueda y rescate para el guardacostas canadiense.
Shaun toca la guitarra, el bajo y escribe canciones para la banda "Analog Smith".
En el 2000 apareció en un comercial de "Molson Canadian" como un oficial canadiense que desencadena una serie de violencia al estilo de hockey en un compañero americano, burlándose de él con estereotipos canadienses. 
En el 2002 se unió al elenco de la película K-19: The Widowmaker, donde interpretó al primer oficial Leonid Pashinski.
Ese mismo año dio vida a Jonah Gleason en la serie canadiense The Associates. También se unió al elenco principal de la serie Just Cause donde interpretó a Patrick Heller, un asociado de la firma de abogados y expolicía, hasta el final de la serie en el 2003.
En 2004 se unió al elenco recurrente de la exitosa serie General Hospital, donde interpretó al doctor Steven Lars "Steve" Webber, el hijo del médico Jeff Webber (Richard Dean Anderson) y Heather Webber (Robin Mattson), hasta el 2005. Previamente Steve fue interpretado por el actor Martin Hewitt de 1979 a 1981 y por Robert Beitzel el 11 de julio de 1977 hasta ese mismo año, y posteriormente por el actor Scott Reeves del 2009 al 5 de marzo del 2013.
En 2006 apareció como invitado en el undécimo episodio de la cuarta temporada de la serie Cold Case, donde dio vida a Truck Sugar, un cantante de música country que es asesinado por su amigo Dusty Ray Barnett (Travis Howard) porque había rechazado un contrato que lo forzaría a convertirse del country al rock y por negarse a darle dinero a Dusty para que comprara drogas.
En el 2010 apareció como invitado en la serie Being Erica donde interpretó al agente de libros Will Appleyard.
En 2012 apareció como invitado en la serie Haven, donde interpretó al motivador Robert Taylor, un graduado de la escuela secundaria de Haven durante el episodio "Reunion", que tiene el poder de convertir a la gente en adolescentes.
En el 2013 interpretó al mozo de caballos Adrian Gilson del príncipe Ahmed (Jade Hassouné) en la serie Heartland.
En 2014 se unió al elenco de la miniserie Defiance: The Lost Ones donde interpretó a Lenny, un viejo amigo de Joshua Nolan (Grant Bowler), los miniepisodios son derivados de la serie Defiance.
En el 2015 apareció en varios episodios de la serie Saving Hope, donde dio vida a Lane Berkley, el exnovio de la doctora Dawn Bell (Michelle Nolden) de quien abusa. También dio vida al excéntrico profesor Simon que termina secuestrando a su vecina Jessica (Courtney Ford) en la película Kept Woman.
En el 2016 se unió al elenco recurrente de la serie Gangland Undercover, donde dio vida a Crowbar.
Ese mismo año dio vida a Ryan en la serie The Girlfriend Experience. Ese mismo año se unió al elenco principal de la serie de horror Channel Zero donde interpreta al sheriff del pueblo Gary Yolen, el amigo de la infancia de Mike Painter y esposo de Jessica Yolen (Natalie Brown).

## Filmografía

### Series de televisión
| Año             | Título                    | Personaje             | Notas                            |
| --------------- | ------------------------- | --------------------- | -------------------------------- |
| 2016 - presente | Channel Zero              | Gary Yolen            | 6 episodios                      |
| 2016            | Gangland Undercover       | Crowbar               | 6 episodios                      |
| 2016            | Inhuman Condition         | William "Will" Bader  | 5 episodios                      |
| 2016            | The Girlfriend Experience | Ryan                  | 4 episodios                      |
| 2015            | Saving Hope               | Lane Berkley          | 6 episodios                      |
| 2014            | That's My DJ              | Mark                  | episodio "Wayla Bar" - miniserie |
| 2014            | Working the Engels        | Ken                   | episodio "Jenna vs. The Momfia"  |
| 2014            | Defiance: The Lost Ones   | Lenny                 | 5 episodios - miniserie          |
| 2014            | Darknet                   | Desmond               | episodio "Darknet 3"             |
| 2013            | Played                    | Charlie Mulcair       | episodio "Revenge"               |
| 2013            | Heartland                 | Adrian Gilson         | 2 episodios                      |
| 2013            | Cracked                   | Damian Tremblay       | episodio "The Hold Out"          |
| 2013            | Lucky 7                   | Phil                  | episodio "Cable Guy"             |
| 2012            | Haven                     | Robert Taylor         | episodio "Reunion"               |
| 2012            | The Listener              | Jack Newman           | episodio "The Bank Job"          |
| 2012            | Republic of Doyle         | Eric Langtson Howlett | 2 episodios                      |
| 2011            | Flashpoint                | Geoff Daikin          | episodio "Grounded"              |
| 2011            | Against the Wall          | Mike Fletcher         | episodio "Obsessed and Unwanted" |
| 2010            | Being Erica               | Will Appleyard        | 3 episodios                      |
| 2007            | The Unit                  | Interrogador          | episodio "Sub-Conscious"         |
| 2006            | Cold Case                 | Truck Sugar           | episodio "The Red and the Blue"  |
| 2004 - 2005     | General Hospital          | Dr. Steve Webber      | -                                |
| 2002 - 2003     | Just Cause                | Patrick Heller        | 22 episodios                     |
| 2002            | The Associates            | Jonah Gleason         | 6 episodios                      |

### Películas
| Año  | Título               | Personaje        | Notas |
| ---- | -------------------- | ---------------- | --- |
| 2015 | Kept Woman           | Simon            | junto a Courtney Ford, Andrew W. Walker, Rachel Wilson, Troy Blundell y Jesse Camacho                                  |
| 2007 | The Metrosexual      | Eric Bremer      | junto a Nick Paonessa, Bruce Weitz, Colm Meaney, Mya y Vic Chao                                                        |
| 2002 | K-19: The Widowmaker | Leonid Pashinski | junto a Harrison Ford, Liam Neeson, Ravil Isyanov, Lex Shrapnel, Kris Holden-Ried, Peter Stebbings y Christian Camargo |

### Documental
| Año  | Título                    | Personaje   | Notas                               |
| ---- | ------------------------- | ----------- | ----------------------------------- |
| 2014 | The Nature of Things      | Ken Brugger | episodio "The Great Butterfly Hunt" |
| 2012 | Flight of the Butterflies | Ken Brugger | -                                   |

### Director y productor
| Año  | Título       | Notas                                              |
| ---- | ------------ | -------------------------------------------------- |
| 2015 | Barn Wedding | director, productor, compositor y director adjunto |
| 2013 | Stop Kiss    | director                                           |
| 2012 | Casting By   | fotografía adicional                               |

### Teatro
| Año  | Obra                 | Personaje | Director (a) | Teatro             | Notas                                                                     |
| ---- | -------------------- | --------- | ------------ | ------------------ | ------------------------------------------------------------------------- |
| 2015 | Liver                | Andrew    | Kat Sandler  | Storefront Theatre | junto a Michael Musi, Katelyn McCulloch, Sean Sullivan y Claire Armstrong |
| -    | Steel Kiss           | -         | -            | -                  | -                                                                         |
| -    | Love's Labour's Lost | -         | -            | -                  | -                                                                         |
| -    | Waiting for Lewis    | -         | -            | -                  | -                                                                         |
| -    | Singapore            | -         | -            | -                  | -                                                                         |